# マー姉ちゃん
『マー姉ちゃん』（マーねえちゃん）は、1979年（昭和54年）度前期放送のNHK「連続テレビ小説」第23作で、1979年4月2日から9月29日まで放送されたテレビドラマ。

## 概要
原作は漫画家・長谷川町子の自伝エッセイ漫画『サザエさんうちあけ話』で、主人公マリ子のモデルは、町子の姉・毬子である。サザエさん誕生までの歩みと、そのこぼれ話を中心に熊谷真実の主演で描いた。1979年の平均視聴率は42.8%、最高視聴率は49.9% （関東地区、ビデオリサーチ調べ）。放送終了後も、出演者・スタッフによる「マー姉ちゃんの会」と称する同窓会が毎年開かれている。
本作は東京都の他に、前作『わたしは海』に続き2作品連続で福岡県が主な舞台になった。
今作以降の歴代連続テレビ小説は、通常放送回、総集編とも全ての映像を全話NHKが保存しており、埼玉県川口市にあるNHKアーカイブスでは作品の一部が一般でも視聴することができる。本作には主演の熊谷のほか、過去の朝ドラヒロイン経験者の藤田弓子も主人公の母親役で出演し、田中は1983年度の『おしん』でヒロインを務める。
エンディングでは不定期にイメージソング「手のひらは小さなシャベル」とイメージ映像が流れた。
1985年4月8日から1986年3月7日まで総合テレビ、1996年9月30日から1997年4月5日までBS2、2021年9月27日から2022年3月26日までNHK BSプレミアムおよびNHK BS4Kででアンコール放送された。

## あらすじ
昭和9年の福岡市。女学生の磯野マリ子は、1年前に父を病気で亡くし、母のはる、妹のマチ子、ヨウ子の4人暮らし。油絵が得意なマリ子は地元の展覧会で入選。はるはマリ子に東京で教育を受けさせようと決意。マリ子の女学校卒業を待って、一家4人で上京する。マリ子は画塾に入門。マチ子とヨウ子も東京の学校に編入する。ある日、マチ子が「うちには夢がない。田河先生の弟子になりたい」とつぶやくと、はるはマリ子にマチ子を田河水泡に弟子入りさせるよう命じる。田河の弟子となったマチ子は田河の後押しで15歳で「天才少女漫画家」としてデビューを果たす。
昭和13年、戦争が庶民の生活にも忍び寄る中、磯野家は変わらずのんびり暮らしていたが、突然はるがマリ子を呼び出し、財産が全て尽きたことを告げる。マリ子は家計を支えるため挿絵画家になることを決意。出版社に持ち込みをはじめたところ、陽談社の編集者の紹介で流行作家の菊地寛の挿絵を担当することになる。はるの横槍が入りながらもなんとか家計が安定するが、戦争の影響で若い男は出征し、出版事情も変わってくる。昭和16年、マリ子は磯野家に出入りしていた雑誌記者東郷新八郎に求婚され婚約するが東郷は出征する。末妹のヨウ子は菊池寛の紹介で春秋文学社に就職するが、肋膜炎で自宅療養生活になる。東郷が一時帰国し、マリ子と結婚。一週間後戦地へ旅立つ。昭和19年、食糧事情も悪化し、磯野家は疎開を考える。編集者・塚田が紹介した信州への疎開準備を進めるが、上京してきた千代と一平に説得され、故郷福岡に疎開する。
福岡に到着した磯野家。ヨウ子は療養所に入院。マチ子は地元の西部日本新聞に就職。マリ子は鹿児島市長として赴任した伯父の岩村の妻・花江を手伝うため、東郷家に引っ越し岩村家に通う。だが東郷がインパール作戦で戦死したとの知らせが届く。福岡に戻ったマリ子は悲しみながらもいつまでも帰りを待つと誓う。ヨウ子は体調が回復し、姉と海岸を散歩するのが日課になった。
終戦後、マチ子は新聞社を退職し、畑仕事に邁進。マリ子はマチ子と進駐軍の土産用の日本画を描いて貴重な食料を入手していたが、どこか虚しさを感じていた。マチ子に創刊されたばかりの夕刊フクオカから漫画の依頼が来る。ここで後に国民的名作となる『サザエさん』の連載を開始する。
昭和21年、編集者からマリ子とマチ子に連絡を乞う新聞広告が出る。磯野家は再び上京を決意。はるは福岡の家を売った大金をマリ子に渡し、『サザエさん』出版を命じる。マリ子は全くの素人ながら「姉妹出版」を設立し、社長として奔走して『サザエさん』単行本出版にこぎつける。だが大判の判型があだになり、家は4万冊の返本であふれる。しかし、はるの命令でお金を借りて判型を変えた第2巻を出版すると大人気となり、第1巻も完売する。
末の妹のヨウ子は見合い結婚するが、磯野家で同居を続ける。マチ子は胃潰瘍に倒れるが手術に成功し、仕事に復帰。周囲でも結婚、おめでたが続き、ヨウ子は2児の母となる。新たな家族を迎えた磯野家の賑やかな日々は続く。

## 登場人物

### 磯野家
磯野マリ子
演 - 熊谷真実
磯野家の長女。明るく真面目な努力家。家族からは「マー姉ちゃん」と呼ばれる。年の近いマチ子とは仲が良い。高等女学校在学中から油絵を学び、福岡新聞主催の展覧会で裸婦像が入選して注目を浴びる。
女学校卒業後に家族揃って上京し、一流といわれる川添画塾へ入門して基礎を学ぶ。母親のはるから財産を全て使いきったことを打ち明けられると、家賃の安い家に引っ越し、油絵をやめて挿絵画家を志す。菊池寛の連載小説「女性の戦ひ」の挿絵を担当し人気挿絵画家となるが、増田雄作の官能的な小説を担当したのをはるに反対され、やむなく児童向け挿絵に転じる。東郷からの強引なプロポーズから結婚に至るが、出征のため結婚生活は一週間で終わる。福岡に疎開後、鹿児島に越した伯父の妻に乞われ、東郷の実家に嫁として住み込み、伯父の家に通うが、東郷戦死後は実家へ戻る。
再上京前にはるから福岡の家の売却費を託され、「姉妹出版」を起こし、マチ子の「サザエさん」単行本出版に邁進する。東郷の七回忌を機に籍を抜いたが、独身を通す。マイペースな母親に振り回されながらも長女として家族を支えていく。
モデルは長谷川毬子。
磯野はる
演 - 藤田弓子
マリ子、マチ子、ヨウ子の三姉妹の母。鹿児島県出身。同郷の夫とは1年前に死別。熱心なクリスチャンで「明日のことを思いわずらうなかれ」が信条。お金や物に執着がなく、困っている人の話を聞くと気前よくあげてしまうため、娘たちからは「病気」と呆れられていた。マリ子、マチ子が稼いだ金までも取り上げるようになり、恵まれない子供達に寄付したことを正当化するようになって「独裁者」と陰口を叩かれる。一見おっとりしているが、大胆に即決行動をするのは人によっては自分勝手な行動にも見られ、家族や周囲を困惑させる。
マリ子の展覧会入選と夫の一周忌を機会に上京し、マリ子を一流の画塾に入れ、漫画好きのマチ子は田河水泡への弟子入りをさせる一方、自身は教会のオネスト神父の手伝いで頻繁に家を空ける。やがて財産を全て使いきってしまうが、「神様を信じてまっとうに生きれば、やもめとみなしごの家に粉の尽きることはない」と平然としていた。増田の官能的な小説の挿絵をマリ子が担当しているのを知ると激怒し「こんな不潔な仕事はすぐにお辞めなさい。こんな小説に係わっていたら自分が堕落するだけでなく、純真な青少年に汚す害毒を流す、片棒を担ぐことになる。以後自分に恥じぬ明朗なる仕事をなさい」と横槍を入れて辞めさせる。オネスト神父が収監されると毎日抑留所に通い解放を訴えた。
福岡へ疎開後はヨウ子の入院した今津の療養所で、ヨウ子のみならず他の患者の世話を焼き、戦後ヨウ子が再入院した際も同様に療養所で世話を焼いた。
再上京前、福岡の家を売り払い、マリ子に「サザエさんを出版なさい」と一方的に命じる。大量の返本を抱えても動じず、「版型を変えればいい」「お金は借りればいい」と平然と言い放つ。
初孫の正子が誕生すると、娘に対する態度とは変わって溺愛する。
最終回では彩子の誕生を機会に100万円を寄付することを宣言してマリ子とマチ子を呆れさせた。
磯野マチ子
演 - 田中裕子
磯野家の次女。通称は「マッちゃん（姉ちゃま）」。勝気で口数が多い一方、交渉事は苦手。マリ子とは気が合いすぎる故、ちょっとしたことから口喧嘩をすることも多い。漫画を描くのが得意で、田河水泡の「のらくろ」の大ファン。
母親の勧めでマリ子と田河家に押しかけて弟子入りし、15歳で漫画家デビューする。女学校卒業後、田河の内弟子になったがホームシックになり1年足らずで実家に戻る。戦時中は紙不足のため仕事もほとんどなくなったため、帝大分室で標本を模写する仕事をはじめる。塚田の紹介で一家で長野県佐久に疎開し、小学校の絵の先生になる話が進んでいたが、福岡に疎開し、地元新聞社の写真校正係になる。
戦後は新聞社の元上司から新しい夕刊紙の漫画掲載を持ちかけられ「サザエさん」の連載を開始するが、塚田が出した新聞広告を見て再上京を決意し、「サザエさん」は連載終了して一家で東京に向かう。胃痛に悩まされながらも「サザエさん」連載を再開し、漫画で家計を支える。胃潰瘍で入院し、胃の5分の4を摘出するが、漫画家として活動を続ける。
磯野ヨウ子 → 島村ヨウ子
演 - 早川里美（幼少期：平塚磨紀）
磯野家の三女。おとなしく人見知り。姉二人とは年が離れており、初登場時は小学生。東京に越してからも下校中に迷子になるなどのトラブルで周囲を心配させる。
女学生になってもおとなしさは相変わらずであるが、家計の危機を察するといざとなったら女学校を退学する覚悟を決め、姉たちを見守る。女子大学国文科に進学したが、作文を読んだはるがマリ子に命じて菊池寛のところに持ち込ませると、才能を認められ、退学して菊池から「西鶴諸国ばなし」の講義を受ける。その後、春秋文学社に就職するが、当時不治の病とされた肋膜炎で倒れ、自宅療養生活となる。
福岡疎開後は療養所に入所。戦後はマリ子、マチ子らが闇屋との取引で食料を仕入れた効果もあってか快復し、無事に自宅へ戻る。
再上京後、マチ子の仕事の手伝いをする。昭和25年、見合い結婚し、夫婦で磯野家に同居する。正子・彩子を出産する。

### 福岡の人々
田畑千代 → 大和田千代 → 天海千代
演 - 二木てるみ
磯野家のお手伝い。「お千代ねえや」と呼ばれる。ハッキリとした性格で三姉妹を父のように叱り飛ばす。
磯野家の上京前に見合い結婚するも、戦争によって夫・高男を亡くす。
靖国神社参拝のために上京した際、磯野家が長野に疎開すると聞いて福岡に戻るよう説得した。
磯野家の福岡疎開後、福岡大空襲で自身の家を含む自宅界隈が焼滅したことで再び磯野家のお手伝いとなる。
磯野家が再度東京移住した際にも一緒に引っ越し、お手伝いを続けていたが、復員した天海朝男（後述）と再婚。
戸田トミ子
演 - 村田みゆき
マリ子の親友。
昭和13年、無事に結婚が決まり、結婚式にマリ子を招待するが、マリ子はお金がないために病気を理由に欠席した。
仙造
演 - 福田信昭
初期は結婚写真で登場。磯野家で出産したトミ子をリヤカーで迎えに来た。
戸田紳太郎
演 - 木内聡
トミ子の子供。
牛尾一平
演 - 益田喜頓
磯野家隣家の御隠居。通称は「（お隣の）おじいちゃま」。孫がいないため、三姉妹を家族のように可愛がっている。
日露戦争に従軍した経験がある。
千代が高男を亡くすと、気落ちしないように励ましていた。また、千代と上京した時には磯野家を訪ね、福岡疎開を勧めた。
最終回でも存命であった。
牛尾軍平
演 - 三国一朗
一平の息子。
牛尾加津子
演 - 新井みよ子
軍平の妻。
校長先生
演 - 高松英郎
マリ子が通う筑前高等女学校（当時の筑紫高等女学校、現在の筑紫女学園中学校・高等学校がモデル）の校長。もみあげが個性的。
石井先生
演 - 小沢弘治
マリ子の絵の先生。疎開中のマリ子を西部日本新聞社（旧福岡新聞）に紹介する。
大川三政
演 - 臼井正明
東京から来た画伯。
大和田高男
演 - 大門正明
千代の見合い相手→夫。
長谷川家宛てに送られてきた千代の手紙では、中国大陸で戦争が起きている最中に出征したことが綴られていた。
のち、南方であえなく戦死。
村田
演 - 園田裕久
千代と大和田高男の見合いを取り持つ。2人の仲人を務める。
昭和20年6月19日夜から20日未明にかけて福岡の空襲で磯野家宅を火災から守った。
村田夫人
演 - 関京子
支所長
演 - 柳谷寛
丸菱炭坑福岡支所長。
警部
演 - 金井大
大五郎
演 - 村田正雄
ホクロの位置からマリ子の裸婦画のモデルが自分の娘と誤解した男。
節子
演 - 川野薫
大五郎の娘。
千代の父
演 - 鈴木昭生
千代の母
演 - 丸山由利亜
西村神父
演 - 三田松五郎
福岡の教会神父。
乗客
演 - 宮内幸平、坂本由英
磯野家が、福岡から東京に向かう車中で会話を交わす。
中尾夫人
演 - 山田孝子
はるの福岡の友人。
川村夫人
演 - 成田光子
はるの友人。
吉田夫人
演 - 崎田和子
はるの友人。
社員
演 - 徳永真人
丸菱炭坑福岡支所の社員。

### 東京の人々
岩村透一郎
演 - 小泉博
三姉妹からは「麻布の伯父さま」と呼ばれる。はるの兄にあたる。妹・はるの性分を理解しており、突飛な行動にも動じない。磯野家が福岡に疎開するのと同時期に、異動により鹿児島市長となり、夫婦で鹿児島に移住する。
戦後は妻と共に東京に戻る。
岩村花江
演 - 岩本多代
透一郎の妻。「麻布の伯母さま」と呼ばれる。夫の異動により鹿児島に移住したものの薩摩弁も分からずに馴染めないため、マリ子を呼び寄せた。
天海朝男
演 - 前田吟
生前、マリ子の父が世話をしたという捕鯨漁師。三姉妹にとっては兄のような存在である。
しばらく本編に登場しなかったが、磯野家上京後に父を亡くし、鮮魚店「魚朝」を新たに継ぎ、世田谷新町に店を構える。
マリ子から家計について相談され、とある事情で家賃が安い貸家を紹介した。昭和14年、赤紙で出征。大宗がマリ子に惚れていると見抜いてからは何かと世話をする彼からマリ子を守ろうと絡んでケンカ腰になるが、出征前日に酒を酌み交わし入隊後のマリ子達の行く末を託す。
昭和21年復員し、磯野家と再会。魚屋に戻る傍らマリ子の仕事を手伝う。後に千代と結婚（千代は再婚）。
天海タマ
演 - 星清子
天海朝男の母。息子が出征後、真珠湾攻撃のラジオを聞いては意気軒昂になっていた。
はっきり物を言う人柄。西洋かぶれのウラマド姉妹を心底では快く思っていない節がある。
酒田大造
演 - 河原崎長一郎
牛尾加津子の実兄。日暮里の「酒田燃料店」主人。気風のいい江戸っ子。妹の知らせで磯野家の世話役を買って出て、貸家を探したり何くれとなく世話を焼く。
東京大空襲に巻き込まれ、しばらくの間消息不明となっていたが、再会した植辰の口から亡くなったであろうことが語られる。
酒田さよ
演 - 香川久美子
大造の妻。実家は栃木にある。
東京大空襲に巻き込まれて一家で消息不明となっていたが、ウメを連れ実家に疎開していたことが判明、戦後にマリ子と再会を果たす。
酒田ウメ
演 - 鈴木光枝
大造と加津子の母。世話好き。通称は「（日暮里の）おばあちゃま」。嫁のさよに厳しい面があるが、仲は悪くはない。磯野家が世田谷に引っ越した後もちょくちょく顔を出している。
東京大空襲に巻き込まれたために生存は絶望視されていたが、戦後にさよの実家に身を寄せていたことが分かる。
マチ子の手術の際は水ごりをして手術成功を祈っていた。
最終回でも存命で、三吉の妻が出産をひかえている旨を話していた。
成田三吉
演 - 福田勝洋（幼少時：吉田茂樹）
13歳から酒田燃料店で働く少年。福岡から出てきた磯野一家を酒田大造と共に上野駅に迎える。少年倶楽部のファンでマチ子と意気投合する。子供のいない酒田夫婦やうめから、わが子のように育てられた恩を忘れていない。昭和16年、赤紙を待たず志願兵として出征する。出征前、マチ子に料亭で食事を奢られ、マチ子の手作りののらくろが描かれたお守りをもらう。
戦後、復員して疎開していたさよとウメを東京に迎える。ウメの了承を得て「酒田燃料店」の看板を継ぐ。
三郷智正
演 - 山口崇
「三郷（みさと）写真館」を営む青年。病気で大学を退学し、趣味だった写真館を始めている。眼鏡をかけ、いつもスーツにネクタイ姿で礼儀正しい。下校中に迷子になったヨウ子を保護したのをきっかけに磯野家と親しくなり、ミシンや蓄音機などの機械ものの仕入れを任される。幼いヨウ子が心を寄せる存在。
30歳で絹代と結婚してからは店を美容院に改装し、美術の写真出版会社に勤める。絹代と離婚したが、72話で再婚して子供に恵まれたことが明かされる。満鉄に勤める友人に誘われ、開拓団として一家で満州に渡る。
しかしソ連対日参戦により家族と生き別れ、他の男性らと共に抑留されていた所から脱出、日本への引き揚げ手段を探りながら逃亡中に、亡くなる直前の日本人男性から娘の小林道子（後述）を託され、道子とともに引揚者となり博多港へ帰国、その足で磯野家を訪ねる。磯野家に道子とともに数日の滞在後、道子の父の故郷である北海道で開拓団として働くため道子とともに旅立つ。
後日、再び東京に移住した磯野家に手紙を送り、自らは開拓団に残りながら道子を東京に行かせるように頼む。
マチ子手術の際、久しぶりに上京して磯野家と再会した。
三郷トセ
演 - 三崎千恵子
智正の母。智正の先妻の絹代との折り合いは悪かった様子。
戦時中に智正と満州に渡るも亡くなった。
三郷絹代
演 - ホーン・ユキ
智正の妻で美容師。結婚後、写真館を改装して美容院をはじめたが、トセとの折り合いが悪くなり出し、パーマネント禁止令が出たこともあって、店を閉めてから離婚する。
三郷ミチ
演 - 五十嵐美鈴
智正の後妻。満州で生き別れ、行方知れずとなる。
結城信彦
演 - 森田順平
マリ子が画塾で出会った画家志望の青年。いつもルパシカを着ている。茜の元恋人だが、彼女をあきらめきれず求婚し、駆け落ちする。
2年後、マリ子の前にあらわれ、茜が姿を消したと告白する。
喜多川茜
演 - 島本須美
マリ子が画塾で出会った女子学生。19歳だが喫茶店に出入りして煙草を吸い、マリ子を驚かせる。伊豆の大地主の娘で親の決めた相手と結婚させられるのを嫌い、画塾に入門した。自由でありたいと交際していた信彦と別れたが、マリ子のはからいで信彦と向き合い、信彦の求婚を受け入れ駆け落ち同然で姿を消す。その後4年ぶりにマリ子と日暮里でばったり出遇い、二人が別れることを条件に茜の父親が信彦のパリ留学資金を出したこと、茜は1年間精神病院に入院させられたことを告白する。仕事を探すマリ子に挿絵画家を勧めた。東玄会主催の絵画展で「青春」が入選する。
田河水泡
演 - 愛川欽也
マチ子の漫画の師匠。少年倶楽部に「のらくろ」を連載する人気漫画家。杉並区荻窪在住。言論の自由を愛し、統制しようとする軍部を嫌う。
マチ子がついた小さな嘘を信じて以降、毎週日曜日には教会へ通うようになる。
挿絵の仕事を探すマリ子のために出版社の紹介状を書き、陽談社に画料をすぐ払うよう根回しした。『のらくろは戦争並びに軍部を馬鹿にしている』と睨まれ紙の統制の名目で昭和16年10月号を以て10年10か月におよんだ連載を打ち切りにされる。
順子を「奥さん」と呼ぶ。
戦後、自宅で関係者を招いた同窓会を開き、大人向けの新しいのらくろを描くと宣言した。
田河順子
演 - 三田和代
水泡の妻。水泡を「先生」と呼ぶ。
子どもがおらず、内弟子を実子のように扱っている（特に女性の内弟子であるマチ子は丁重に扱っていた）。
大宗均
演 - 渡辺篤史
水泡の内弟子。田河夫妻からの通称は「均（きん）ちゃん、きんごろう」。漫画の才能は今一つだか家事全般がこなせ、水泡からは「別の才能がある」と言われている。一時、マリ子に一目惚れしてしまい、想いを寄せていた。持病のために徴兵検査で甲種合格とならず徴兵を免れていたが、終戦間際になり徴兵された際、マリ子に思いの丈を綴った手紙を送った。
戦地に送られる前に終戦を迎え、田河家へ戻る。漫画家として芽が出ないまま内弟子生活は20年に渡ったが、復員後は作品が雑誌に掲載されるようになり、江東区のアパートで一人暮らしを開始。道子と出会って互いに惹かれ合い、40代で結婚。最終話では子供に恵まれたと話している。
東郷新八郎
演 - 田中健
毎朝倶楽部の記者。帝大卒。久留米出身で、両親は鹿児島の生まれ。取材で磯野家を訪れ、マリ子の父の遺品である薩摩琵琶を弾き、一家に気に入られ、頻繁に出入りするようになる。マリ子に求婚し、両親をマリ子に会わせる。結納も済んだが、昭和16年召集され、久留米の隊に入隊から一か月で中支に送られ戦況を不審がられる。一週間の一時帰国中に、マリ子と鹿児島の実家で祝言を挙げる。新婚旅行は磯庭園（仙巌園）。桜島を望み、マリ子に、「わが胸の燃ゆる思いにくらぶれば煙はうすし桜島山」（福岡藩士平野国臣の歌）を吟ずる。昭和19年、マリ子が新八郎の夢を見た翌日、インパールにて戦死の報が届く。
東郷隆太郎
演 - 戸浦六宏
新八郎の父。旧薩摩士族の出。薩摩琵琶を嗜む。新八郎がマリ子に求婚した機に、夫婦で鹿児島から上京、磯野家、岩村夫婦同席のもとマリ子と対面する。結婚後新八郎の出征により残されたマリ子が福岡の家族の下に戻ることを許し、マリ子が岩村花江の要望で鹿児島に来た際には実の娘同然に扱った。
東郷貴美
演 - 三木弘子
新八郎の母。鹿児島在住。夫隆太郎と共に上京。夫同様、嫁のマリ子を娘同然に扱った。戦後、新八郎の七回忌にマリ子を招き、籍を抜いて再婚することを勧めた。
東郷孝子
演 - 今出川西紀
新八郎の兄嫁。鹿児島在住。新八郎とマリ子の祝言の前に、自分が嫁入りの時に使った筥迫をマリ子に贈る。
菊池寛
演 - フランキー堺
「真珠夫人」はじめ多くの流行小説を執筆した人気作家。陽談社の塚田の紹介でマリ子を連載小説の挿絵に採用する。
常に和服で過ごし、たばこをくゆらし、身なりには構わない。初対面時、マリ子には人生哲学を語っていた。太平洋戦争には積極的に参加する立場を取っていた。ヨウ子の作文を読み、大学を辞めさせて自宅で「西鶴諸国ばなし」の講義をし、春秋文学社への就職も世話した。
前島ウララ・前島マドカ姉妹
演 - 楠田薫、斎藤美和
磯野家が下谷区桜木町（現上野桜木）から世田谷新町に引っ越した先の大家。亡き夫は外交官で、いつも洋装で過ごし、紅茶を嗜む華やかな2人暮らしの老婦人姉妹。天海母子からは「ウラマドの奥さん」と呼ばれる。菊池寛の「真珠夫人」を愛読している。首吊りが出たと噂の貸家に困っていたが、磯野家が入居することになり喜ぶ。
ヨウ子が肋膜炎になると、配給所では、いわくつきの家のせいでヨウ子が病に倒れたと噂され、それを聞いたマドカは憤慨し、ウララは責任を感じてシャワーで水ごりをとる。
戦後も存命であり、しばらくして、自宅を磯野家に売って2人で湯河原に老人ホームを開いて移住していった。
植辰
演 - 江戸家猫八
小島家・植木屋。戦後は本人曰く「岸壁の父」となり、磯野家の庭仕事を手伝いながら息子の帰りを待つ。
かつて自分の妻が息子を出産した際に産婆が間に合わず自ら取り上げた経験から、ヨウ子が産気づいた際にその場にいた誰もが勘違いする中、唯一陣痛であることに気付く。
最終回でも存命。
栄一
演 - 江戸家小猫
植辰のせがれ。召集令状により関東軍として出征後、行方知れずとなり、最終回までそのままであった。
棟梁
演 - 森幹太
川源・大工。
岩村家の女中
演 - 佐藤繁子
山元太吉
演 - 三宅裕司
酒田燃料店の従業員。のちに出征。
仁吉
演 - 岡田大介
乙松
演 - 吾桐芳雄
川源職人。
大山粂吉
演 - 中川明
川源職人。出征。
田中司祭
演 - 伊藤正博
東京の教会。
ジョージ・オネスト神父
演 - ラッドバウト・モリン
はるの通う東京の教会。鍛冶屋の父から薫陶を受け、イギリスから伝道のために来日。
桜木町の磯野家を訪れ「人間は誰でも自分の幸福を作る鍛冶屋である」という言葉を残す。戦時下は外国人という理由で迫害されるが、出征兵士の留守で手が足りない農家をまわって田植えを手伝う奉仕活動を行う。開戦当日、敵国人として捕まり、横浜の抑留所に監禁される。
終戦により釈放された後、原爆が投下された長崎を訪問する途中で福岡の磯野家を訪問する。
戦後、東京世田谷新町で磯野家と再会、ヨウ子の結婚式で司式を務めた。
江田夫人
演 - 木村翠
はるの東京の教会の友人。
佐藤
演 - 沼田爆
川添画塾。
川添画塾の画学生
演 - 円谷文彦
細谷巖
演 - 下條アトム
陽談社で田河水泡の担当編集者を務める。飄々とした見た目で田川やマチ子、マリ子にも頼りなく見られているが、のらくろの連載継続を巡り軍部と対立、持ち込みに来たマリ子を塚田に引き合わせる、少女倶楽部の連載を打ち切ったマチ子に絵の仕事を依頼するなど芯の通った人物。肺を患い、信州疎開を決めていたが磯野家に譲ろうとする。磯野家が福岡への疎開を決めたため、塚田から自分が疎開するよう勧められる。
昭和24年秋、文学賞を受賞。妻・浩子と共に信州から上京、作家としてデビューする。
太田
演 - 内山森彦
陽談社で細谷と共に田河水泡の担当編集者を務める。
塚田
演 - 日下武史
陽談社。鬼の編集者。川谷のピンチヒッターとして小説の挿絵をマリ子に描かせる。
「これからは、編集者が世の中の先取りをしていくようになる」という信念を持ち、「マリ子を名実ともに新進の女流挿絵家にしたててみせる」と、マリ子を菊池寛に引き合わせた。磯野家の疎開先に信州を紹介する。
戦後、昭和21年になり、マリ子とマチ子宛に仕事依頼の新聞広告を出す（記事によると役職は編集長となっていた）。出版社を起こしたマリ子に助言するが、第2巻刊行のための資金を立て替えることになる。
男
演 - 斉川一夫
田河水泡宅の垣根で桜の花が咲いた枝を持つ（花盗人）。
チンドン屋
演 - 石黒正男、都家連中
みさと美容院の開店宣伝をした。
郵便配達夫
演 - 桑原一人
増田雄作
演 - 大塚国夫
官能描写で定評のある中堅作家。「オール小説」に連載する小説の挿絵を、マリ子に依頼する。
金沢良造（天松屋良造）
演 - 西村淳二
川崎の天松屋呉服店。反物20反ほどをはるに175円で買ってもらう。戦中は闇商品を売りに度々磯野家を訪れる。マリ子・マチ子が、ヨウ子のスーツ新調のために預けた衣料切符を、詐欺に遭って紛失したと居直ったことがある。
戦後は闇屋となっており、姉妹出版の「サザエさん」第2巻発行のために手を回す。
その後も磯野家に出入りし、はるに掛軸から別荘に至るまで様々な物の購入を勧める。

### 東京桜木町
鎌田夫人
演 - 下川江那
はるの東京の教会の友人。
川添画塾の画学生
演 - 立小路準
喫茶店女給
演 - 中里綾子
客
演 - 吉岡節子
みさと美容院の開店時マリ子と会話する。
国防婦人会の女
演 - 福島麻矢
みさと美容院にて「パーマネントはやめましょう」と叫ぶ。
店員
演 - 高崎朱実
マリ子と茜が遇った日暮里の甘味処・藤城家の店員。
銀行員
演 - 森井睦
マリ子が磯野家の全預金48円73銭を下ろした銀行の銀行員。
少年給仕
演 - 滝沢順一
陽談社受付係。
出版社員
演 - 須永慶
文学館出版の社員。
巡査
演 - 立川恵三
残高カラのはる名義の通帳を磯野家に届ける。

### 東京世田谷新町
年子
演 - 北川智繪
世田谷新町、磯野家の近所に住む主婦。この家は、三年前首縊りがあって夜になるとすすり泣きが聞こえると気にしている。
郵便配達
演 - 三川雄三
世田谷新町の磯野家に郵便物を届ける。
写真班員
演 - 大山経男
女性倶楽部の写真班員。
助手
演 - 山下和行
将校
演 - 遠藤征慈
「のらくろ」が陸軍を愚弄していると田河水泡を叱責する。
軍曹
演 - 井上博一
「のらくろ」に描かれた旗が陸軍の軍旗と違うと、田河水泡を許す。
寿司屋
演 - 甲斐健
佐々木
演 - 小島敏彦
文学館の社員。マリ子の原稿を取りに磯野家を訪れる。
森田
演 - 高山良一
文学館の社員。マリ子の原稿を取りに磯野家を訪れる。
ウナギ屋
演 - 多賀徳四郎
落語家
演 - 三遊亭円之助
マリ子と新八郎が出かける昭和14年寄席初席で「かつぎ屋」を演じる。
獅子舞
演 - キャンデーボーイズ
昭和14年元日磯野家の玄関先で獅子舞を披露し、はるからご祝儀をもらう。
在郷軍人・郡長
演 - 久保晶
朝男の出征を見送る。昭和17年4月18日初空襲でウラマド姉妹の洋風服装を叱る。
仲居
演 - 峰田智代
出征前の三吉とマチ子がトンカツを食べた料亭の仲居。
町田
演 - 眞木恭介
リヤカーで野菜を運び配給を行う。
房江
演 - 井上裕季子
野菜の配給に並ぶ。
医者
演 - 西本裕行
ヨウ子の診察をする。
看守
演 - 奥村公延
オネスト神父が監禁されている横浜の抑留所の看守。
助手
演 - 和田周
帝大の分室でマチ子、マリ子が標本の絵・『野戦食料植物編』を描く仕事を指導する。
進藤
演 - 冨田浩太郎
医師。ヨウ子を診察する。
交換手
声 - 阪本真澄
磯野家に鹿児島からの電話をつなぐ。
営兵
演 - 鍋島紳一郎
呉にてマリ子と新八郎の別れの場に歩哨に立つ。
テツ
演 - 今井和子
昭和19年春、マリ子、マチ子が闇買いに行った農家の農婦。

### 福岡（疎開）
今津療養所所長
演 - 林昭夫
ヨウ子が入所する診療所の所長。
小田
演 - 織本順吉
西部日本新聞社（旧福岡新聞）の文化部部長。マチ子の上司。戦後同社が立ち上げた夕刊紙の会社『夕刊フクオカ新聞社』に横滑りし、マチ子に連載漫画を描くよう依頼する。昭和21年5月『サザエさん』の連載が夕刊福岡で始まる。戦後、世田谷新町のマチ子を訪れ、サザエさんの再開と、福岡、名古屋、北海道新聞同時連載を持ちかける。これが、サザエさん人気の切っ掛けとなった。
大岡・駅員
演 - 北見治一
鹿児島。マリ子が送る荷物の中身がお米と気がつき没収すべきところ、見逃してくれる。
療養所員
演 - 三由茂
昭和19年6月16日初空襲警報で、はるとヨウ子に避難を促すが、二人はその場にとどまる。
患者
演 - 森康子
ヨウ子と同室の入院患者。
早田
演 - 矢田稔
空襲の際、警防団の任務を行う。
カネ
演 - 益田愛子
泥棒
演 - 佐藤輝昭
真っ昼間、磯野家の鶏を盗もうとして捕まる。はるに許してもらう。
警防団長
演 - 里木佐甫良
昭和20年6月19日夜から20日未明にかけて福岡の空襲で、警報の伝達・消火・避難誘導・救護を行う。
警防団員
演 - 猪野剛太郎、林弘造
昭和20年6月19日夜から20日未明にかけて福岡の空襲で、警報の伝達・消火・避難誘導・救護を行う。
老婆
演 - 牧よし子
福岡の空襲で福岡大名町から避難。焼夷弾で孫を亡くし、磯野家に身を寄せる産婆。そこで産気づいたトミ子の赤ちゃんを取り上げる。
森田昌枝
演 - 中西妙子
福岡空襲で磯野家に避難。トミ子のお産ではお湯を沸かす。
戦後、夫と二人で磯野家を再訪。
米兵
演 - ジェリー・ククルスキー、スペンサー・ロビンソン
酒を飲みに街に出たが道に迷い夜更けにマリ子とマチ子だけの磯野家を訪問、応対に出たマチ子を少女と勘違いしチョコレートやガムを与えた。マチ子は直後に声を聞いて出て来た軍平に対応を任せる。
山田
演 - 小松政夫
占領軍のPXからの横流しを生業とするヤミ屋。米兵に売る舞妓などの女性画を描くようマリ子とマチ子に依頼、その後も磯野家に出入りする。
夏川
演 - 早崎文司
ヤミ屋。山田同様磯野家に絵を依頼するが、同業の山田と小競り合いになるが、その後山田同様磯野家に出入りするようになる。
小林道子
演 - 光丘真理
三郷智正に連れられて帰国した引揚者の少女。帰国への道中女性であることを隠すため髪を少年のように短髪にし顔に鍋墨をつけたままだった。三郷と共に実父の故郷の北海道へ旅立つ。
その後三郷が東京再移住後の磯野家に依頼したことにより上京、磯野家の住み込み手伝いとなる。
一人暮らしをはじめた17歳歳上の大宗の世話に通ううち、相思相愛となり結婚する。
新聞配達
演 - 早川勝也（子役）
『サザエさん』が連載された、夕刊福岡を磯野家に配達。
花嫁
演 - 細田雅代
西村神父の教会で結婚式を挙げ、マリ子が振り袖を着付けする。
母親
演 - 小林テル
森田
演 - 高原駿雄
昌枝の夫。妻昌枝が福岡空襲の時、磯野家に避難した礼に、昭和21年秋、妻と共に磯野家を訪れ、東京の出版関係に勤める従兄弟を紹介する。

### 東京世田谷新町(戦後)
森田
演 - 大塚周夫
福岡の森田のいとこ。昭栄洋紙店の部長職。『サザエさん』自費出版2万部を請け負う。
店員
演 - 田村元治、小金井宣夫、川崎桂
客
演 - 平野元、加藤新二
復員兵
演 - 水木英二
マリ子が、新八郎と見間違え、声をかける。
画学生
演 - 利重剛、寺田浩之
街頭で似顔を描く。
井関
演 - 和田一壮
陽談社。塚田編集長の部下で、マチ子の担当。
中村松枝
演 - 有崎由見子
磯野家が福岡に疎開中、世田谷新町の家を借りていた。磯野家が戻って一時二階に同居する。床に伏せっているヨウ子を胸の病気ではないかと心配しタマに尋ねる。
中村一郎、次郎
演 - 中野健、柏木寅章
松枝の子供達。学生服を着て帰宅。
職人
演 - 前沢迪雄、大阪憲、須永康夫
昭栄洋紙店の職人。朝男と大宗が、マリ子の本を早く仕上げてもらおうと、部長の森田と三人の職人たちに食事をご馳走する。
高瀬
演 - 稲垣昭三
当時、日本で一番大きい本の問屋（取次店）「日配」の社員。マリ子の交渉で「サザエさん」初版を19,000部買い取る。
係長
演 - 真田五郎
最初にマリ子が初版本『サザエさん』を売り込みに訪れたデパートの係長。マリ子に出版ルートの仕組みを説明し購入を断るが、マリ子の熱心な交渉によって初版を500部買い取る。
女店員
演 - 山本薫子
デパートの店員で、『サザエさん』を持ち込んだマリ子に応対し係長を呼ぶ。
吉井
演 - 下坂康雄
「日配」の社員。
金子
演 - 伊藤享治
駿河台下神田村の取次店「金子書店」店主。
取次店主
演 - 名川貞郎
駿河台下神田村にあるバラック建ての取次店。マリ子との商談で『サザエさん』を5本（250冊）7掛けで置くことになる。
仕入れ客
演 - 根本嘉也
『サザエさん』を1本（50冊）、マリ子から仕入れる。
浅香
演 - 上田忠好
取次店主
演 - 斎藤隆
店員
演 - 五島宏
製本屋
演 - 古川信
折り屋
演 - 佐野哲也
川村
演 - 金子達昭
配達夫
演 - 吉原興一
北海道の三郷からの手紙を磯野家に届ける。
細谷浩子
演 - 高尾美有紀
細谷の妻。信州の農家の出。
琴
演 - 猪俣光世
お千代の後の磯野家のお手伝い。
島村正史
演 - 湯沢紀保
タイムズの経済部記者。なんでも教えたがりな面があり、話し出すとまるで大学の講義のようになってしまう。そそっかしい面がある。
昭和25年秋、ヨウ子とお見合いして結婚。結婚後は磯野家で同居する。
郵便配達
演 - 伊井篤史
北海道の三郷からの手紙を届ける。内容は、ヨウ子の結婚式に参加できなかった理由とリンドウの花が同封されていた。
開拓小屋の男
演 - 山崎満
三郷智正と同室。寝起きを共にする。
関屋
演 - 松村彦次郎
『サザエさんカルタ』を印刷製作するおもちゃ屋。一度に30万個出る大ヒットとなる。
池田
演 - 加藤健一
毎朝新聞の『サザエさん』の原稿取り。出来上がりまで玄関で待たされる。
医者
演 - 川部修詩
マチ子の訪問診療を行い、もはや胃けいれんの段階ではないと診断し検査入院をマリ子に勧める。
看護婦
演 - 松本美千代
訪問診療の医者の付き添い。
久美子
演 - 遥くらら
マチ子が手術を受けた病院の看護婦。
看護婦
演 - やすだえみ
マチ子が手術を受けた病院の看護婦。
大山
演 - 北村和夫
マチ子の胃潰瘍手術執刀医の1人。
荘司
演 - 鳳蘭
マチ子の執刀医の1人の女医。関西弁で話す。優秀な外科医ながらあわてん坊なため、手術終了直前にメスの数を「ちゅうちゅうたこかいな」と数え歌を歌いながら確認していることを久美子に明かされる。宝塚歌劇団の大ファンで入学を目指したが一念発起して医者を目指したとマチ子に語る。第149回放送内ではマチ子の妄想という形で、男役衣装の荘司と娘役衣装の久美子のダンスシーンが放送された。
婦長
演 - 五月晴子
ヨウ子がお産で入院する病院。
医者
演 - 戸沢佑介
ヨウ子の出産の担当医。
正子
演 - 上間菜都（子役）
ヨウ子の長女。はるの初孫。

### その他
- 文化部長 - 津野哲郎
- 消防部長 - 加藤正之
- 坊さん - 菅沼赫
- 商店主 - 明石良
- 新聞記者 - 三浦伸、富永高敏、松村建也
- 呉服屋 - 松尾弥栄
- タンス屋 - 中村武巳
- 医者 - 宮沢元
- 女生徒 - 寺田雅子、原久美子、福原利枝、劇団いろは
- 千佐子 - 藤春枝
- 車掌 - 八木秀司

## スタッフ
- 原作・題字・オープニングイラスト・劇中漫画 - 長谷川町子（「サザエさんうちあけ話」より）
- 脚本 - 小山内美江子
- 音楽 - 大野雄二（演奏：新室内楽協会）
- 演出 - 北嶋隆、小林平八郎、平山武之
- 語り - 飯窪長彦アナウンサー[注釈 4]
- イメージソング「手のひらは小さなシャベル」
  - 作詞 - 荒木とよひさ
  - 作曲・編曲 - 大野雄二（ただし、編曲はノンクレジット）
  - 歌 - 岩崎宏美

## 備考
- ドラマは長谷川町子の半生を綴ったものであったが、苗字は「長谷川」ではなくサザエさん一家の苗字である「磯野」が用いられた。
- ドラマ終了後、同年12月31日に放送された『第30回NHK紅白歌合戦』では、磯野一家を演じた熊谷・藤田・田中・早川の4名が紅組の応援リーダーとして出演した。
- 三郷智正役の山口崇は、『マー姉ちゃん』放送当時、百貨店そごう新店舗のオープニングセレモニー司会を毎回担当していたが、そごうが九州地方初出店となる黒崎そごう（福岡県北九州市・2000年12月閉店）を1979年10月6日に開業した際、山口に加え、山口とともに『マー姉ちゃん』磯野はる役として出演していた藤田弓子がセレモニーの司会および1日店長に起用された。
- 脚本を担当した小山内美江子は、当作の放送終了翌月から第1シリーズが放送された『3年B組金八先生』（TBS）の脚本も担当したが、当作に出演した俳優4名が、同シリーズの主な舞台となる桜中学校の関係者として出演していた[注釈 5]。
- 田河水泡の妻の高見澤潤子は著書『のらくろひとりぼっち 夫・田河水泡と共に歩んで』（1983年、ISBN  978-4769801979）の中で本作を「町子が面白おかしく創作したところが沢山あって、うそがずいぶんある」と評している。一例として、田河夫妻は内弟子になったが里帰りしたいマチ子に教会行きをねだられたのをきっかけに教会に通うことになっているが、実際は内弟子になる時、町子の母から「どこでもいいから日曜日は教会に出席させて下さい」と頼まれたことをあげている。マチ子は寂しさに耐えられず内弟子を辞めて実家に帰ったことになっているが、潤子によれば町子は「そんなようすはすこしもなく、いつもあかるくて、よく笑い、たのしそう」で、内弟子1年で漫画家デビューして独立したので実家に戻ったと解釈している。またマリ子のモデルである姉の毬子については「なかなかのしっかり者で男の業者に混じって立派に女社長をつとめている」と評価している[13]。
- 音楽を担当した大野雄二は、本作のテーマ曲を後に『Made In Y.O.』（バップ VPCG-84811）で「You & Explosion Band」名義で新アレンジによりセルフカバーしている。『大野雄二ベスト・ヒット・ライブ 〜ルパンミュージックの原点〜』にはライブバージョンを収録。